# Acianthera sonderiana
Acianthera sonderiana é uma pequena espécie de orquídea (Orchidaceae) originária do Brasil, antigamente subordinada ao gênero Pleurothallis.